# Enrico De Lorenzo
Enrico De Lorenzo (ur. 16 stycznia 1933) – włoski bobsleista, trzykrotny medalista mistrzostw świata.

## Kariera
Największe sukcesy w karierze De Lorenzo osiągnął w 1962 roku, kiedy zdobył dwa medale podczas mistrzostw świata w Garmisch-Partenkirchen. Najpierw wspólnie z Rinaldo Ruattim zwyciężył w dwójkach, a następnie razem z Sergio Zardinim, Ferruccio Dalla Torre i Romano Bonagurą zajął drugie miejsce w czwórkach. Ponadto na rozgrywanych trzy lata później mistrzostwach świata w St. Moritz razem z Ruattim wywalczył srebro w dwójkach. Nigdy nie wystąpił na igrzyskach olimpijskich.